# 53e bataillon de commandement et des services
Pour les articles homonymes, voir 53e bataillon, 31e bataillon et 15e bataillon.
« 15e bataillon d'infanterie de marine » redirige ici.  Pour le 15e bataillon d'infanterie de marine existant de 1958 à 1959, voir Bataillon autonome de Haute-Guinée.
Le 53e bataillon de commandement et des services (53e BCS) est une unité militaire française stationnée sur l'île de La Réunion. Créée en 1962 sous le nom de bataillon de commandement et des services no 31 puis renommée 15e bataillon, l'unité est dissoute depuis 1999.

## Création et différentes dénominations
- 1er octobre 1962 : création du bataillon de commandement et des services no 31 (BCS no 31) à partir de la compagnie autonome d'infanterie de marine de Bourbon
- 1er janvier 1965 : renommé 15e bataillon d'infanterie de marine (15e BIMa)
- 1er août 1973 : renommé 15e bataillon de commandement et des services (15e BCS)
- 1er juillet 1979 : renommé 53e bataillon de commandement et des services (53e BCS)
- 30 juin 1999 : dissous

## Historique
Le bataillon est stationné à la caserne Lambert,. 
Le 15e BCS est créé le 1er octobre 1962 à partir de la compagnie autonome d'infanterie de marine de Bourbon. Il comprend une compagnie de combat, qui garde le nom de compagnie de Bourbon, et une compagnie de garnison et de transit,.
Le 3 mars 1973, le bataillon reçoit la garde du drapeau du 53e régiment d'infanterie de marine.
Le 1er août 1973, l'unité est réorganisée et prend le nom de 15e bataillon de commandement et des services. Sa compagnie de combat rejoint le 2e régiment de parachutistes d'infanterie de marine (2e RPIMa),.
Le 1er juillet 1979, le bataillon est renommé 53e bataillon de commandement et des services. En 1984, le bataillon comprend une compagnie de garnison, un centre de transmissions et des éléments des services.
Le 53e BCS est dissous le 30 juin 1999 et ses éléments rejoignent le 2e RPIMa.

## Insigne
L'insigne des différents bataillons est issu de celui de la compagnie de Bourbon, et reprend le parti d'azur et de gueules chargé d'une caravelle présent sur les armoiries de La Réunion,.